# Gavião-pernilongo
Bútio-pernilongo ou gavião-pernilongo (Geranospiza caerulescens) é uma espécie de ave de rapina típica da América do Sul, que ocorre no Brasil, Guiana, Guiana Francesa, Suriname, Venezuela, Colômbia, Equador, e zona Norte do Peru, Bolívia e Argentina. É o único membro do género Geranospiza.
O gavião-pernilongo é uma ave de grande porte, com 45 a 50 cm de comprimento, sendo os machos menores que as fémeas. A sua plumagem é muito uniforme, de cor cinzenta, à excepção das rêmiges (penas de voo) primárias, que são pretas. A cauda é comprida e destaca-se pela cor negra e barras horizontais brancas. As patas são relativamente compridas e alaranjadas. Os olhos são vermelhos.
Este gavião habita uma grande diversidade de ambientes florestados, incluindo florestas tropicais e subtropicais, bosques temperados e manguezais. Alimenta-se de insectos, outros invertebrados e pequenos vertebrados, que caça por entre ramos de árvore.
O gavião-pernilongo tem um estado de conservação seguro.

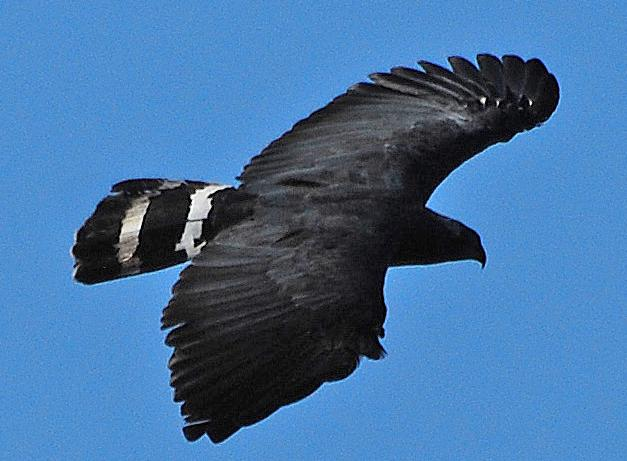
Em voo

## Taxonomia
O gavião-pernilongo costumava ser divididos em muitas espécies, agrupadas agora em uma só. Essas espécies são atualmente designadas como subespécies. A cor varia clinalmente, e agora é comumente aceito que elas compreendem uma espécie. Existem também duas espécies da África do gênero Polyboroides (P. typus e P. radiatus) que, embora sejam morfológica e comportamentalmente semelhantes, não são parentes próximos. Eles servem como um bom exemplo de evolução convergente.
São reconhecidas as seguintes subespécies:
- G. c. livens - (Bangs & Penard, TE, 1921)
- G. c. nigra - (Du Bus de Gisignies, 1847)
- G. c. balzarensis - (Sclater, WL, 1918)
- G. c. caerulescens - (Vieillot, 1817)
- G. c. gracilis - (Temminck, 1821)
- G. c. flexipes - (Peters, JL, 1935)

## Habitat e distribuição
O gavião-pernilongo ocorre nas planícies tropicais na borda das florestas e quase sempre está intimamente associados à água. É encontrado na Argentina, Belize, Bolívia, Brasil, Colômbia, Costa Rica, Equador, El Salvador, Guiana Francesa, Guatemala, Guiana, Honduras, México, Nicarágua, Panamá, Paraguai, Peru, Suriname, Trinidad, Uruguai e Venezuela. Ele é um migrante irruptivo e local, provavelmente movendo-se em resposta às mudanças na disponibilidade de água.

## Comportamento
Esse gavião geralmente procura alimentos de um poleiro ou em voo, descendo para agarrar a presa. No entanto, ele é notável por ter ossos do tarso de “dupla articulação”, permitindo que alcance as cavidades das árvores e extraia presas, uma característica que compartilha apenas com o gênero Polyboroides de gaviões-harrier africanos. Suas principais presas são pequenos vertebrados, especialmente roedores, morcegos, lagartos, cobras e pequenos pássaros, mas ele também come insetos e outros artrópodes e caracóis.
Durante a reprodução, o ninho é construído em copas de árvores, geralmente em touceiras de orquídeas ou outras epífitas. O ninho é uma xícara rasa de galhos, em qualquer lugar de 10 a 25 metros de altura em uma árvore. As ninhadas são geralmente de 1-2 ovos tingidos de branco ou azulados.

## Conservação
Em nenhum lugar o gavião-pernilongo é particularmente comum, mas ainda é amplamente distribuído. No entanto, é considerado ameaçado no México e em perigo em El Salvador.